# Dialectos del japonés

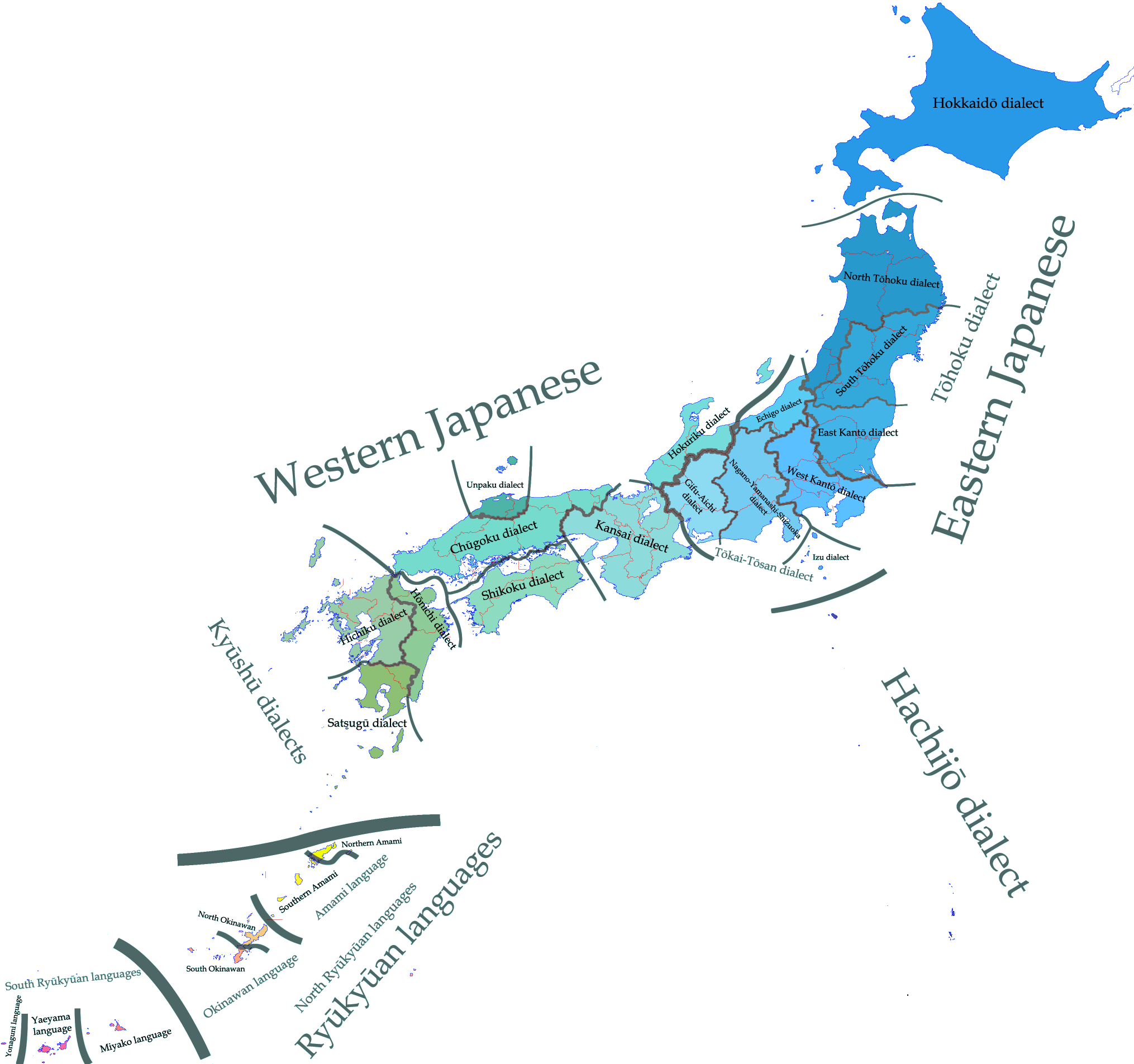
Mapa de los dialectos del japonés.

El idioma japonés posee un grupo de dialectos regionales (方言 hōgen?) que se han producido al pasar del tiempo por factores como el terreno montañoso, el tener muchas islas y el aislamiento tanto interno como externo ; la lengua franca de Japón es llamado como kyōtsūgo (共通語?   ”lenguaje común”) o hyōjungo (標準語?   ”lenguaje estándar”), y está basado principalmente en el dialecto de Tokio, capital de Japón, en detrimento de los otros dialectos. Los dialectos son conocidos con el sufijo -ben (弁, 辯?   por ejemplo, “Ōsaka-ben” [dialecto de Osaka]) y a veces llamados como -kotoba (言葉 ?   por ejemplo, “Kyō-kotoba” [dialecto de Kioto]).
La principal forma de distinción de los dialectos del Japonés es con :東京式 Tokyo shiki (tipo Tōkyō) y 京阪式 Keihan shiki (tipo Kyoto-Ōsaka) dentro de los cuales hay muchas subdivisiones. [cita requerida]
Al igual que ocurre en el idioma español, que posee variantes en diversas regiones de los países hispanohablantes, el idioma japonés tiene variantes de una misma palabra o expresión. Por ejemplo:
- -ai o -oi → -ee, como en dekinai → dekinee o sugoi → sugee
- Cambio de la R: wakaranai → wakan'nai → wakan'nee
- -ui →-ii como en Akarui→ Akarii

## Dialectos

### Japonés oriental
- Hokkaidō-ben: El dialecto de Hokkaidō, considerado de origen reciente, tiene bastante influencia con el Tōhoku-ben. No posee muchas diferencias con el japonés estándar, pero tiene pocas diferencias con las palabras de género, varios regionalismos y alternativas al verbo desu (ser). Algunas palabras típicas de este dialecto son: ふどず（igual), どんぶ （dormir), おもしい (divertido) y ほれ (esta expresión significa oye).
- Tōhoku-ben: De la región noreste de Honshu, esta familia de dialectos tienen grandes diferencias con el japonés estándar. Poseen una homofonía con las vocales /i/ y /u/ (sushi y shishi [león] son homófonos); también poseen una nasalización con la “g”.Es conocido este Dialecto por su eslogan がんばっぺ！(Ganbappe! Que significa ¡Trabajemos duro!) desde que el terremoto y tsunami del 2011 ocurrió.

En Yamagata se usan expresiones como: Arigatousama(Gracias), oshousima (gracias), migi ni muzaru (gira a la derecha) e hidari ni muzaru (gira a la izquierda). 
Además ～ない es reemplazado por mizenkei＋ん.
- Kantō-ben: Es el hablado en la región de Tokio y sus alrededores, los dialectos del este de la región están influenciados con el Tōhoku-ben con la nasalización de los términos añadiendo con un dakuten; pero los dialectos del oeste están cayendo en desuso por el japonés estándar por su similitud.
- Tōkai–Tōsan- Ben: Dialecto dividido en tres grupos: Nagano-Yamanashi-Shizuoka, Echigo y Gifu-Aichi. En este último grupo sobresale el Nagoya-ben, hablado en Nagoya y parecido al Kansai-ben en la entonación, pero con el acento del dialecto de Tokio. En este dialecto caliente se dice あっちぇ (Atche), usted se dice なぁ～ (Naa) en lugar de あなた (Anata) como en el dialecto estándar, じゃない (Janai) se cambia por じゃん (Jan) que significan no lo es, para las órdenes en un tono suave se usa 〜りん con la raíz de la forma 〜ます, como por ejemplo cuando se va a decir mira eso se dice あれみりん (Are mirin); con los verbos kuru y suru se vuelven shirin (con el verbo suru) y kirin (con el verbo kuru).
- Hachijō-ben: Este pequeño grupo de dialectos hablados en las islas al sur de Tokio tiene similitudes lexicales con el dialecto de Kyushu e incluso con las lenguas de Ryūkyū. Es considerado una rama independiente por sus características, lleno de palabras que ya no se usan actualmente.

### Japonés occidental
Esta rama de dialectos tiene una mayor diferenciación con el japonés estándar, más distintivo al de los dialectos orientales. Por ejemplo, estos dialectos usan el verbo “estar” como おる (oru) en vez de いる (iru) o el uso de ん (n) como negativo en lugar de ない (Nai), “no ir” se dice 行かん (ikan) en vez de 行かない (ikanai) en el japonés estándar. En algunos estos dialectos se usa la forma どす(Dosu) en lugar de です(Desu), はる(Haru) se usa para poner verbos en su estilo formal,ます sería su equivalente en el dialecto estándar.
- Hokuriku-ben: En este grupo destacan el Toyama-ben, y el Fukui-ben, considerado un dialecto rural (por ejemplo, “sí” en este dialecto se dice hoya hoya (en vez de sou da en el estándar).
- Kansai-ben: Grupo numeroso de dialectos hablados en la región de Kansai. Este a diferencia del Japonés estándar tiene vocales fuertes, en algunos casos el sonido de la /s/ se cambia por el de la /h/ como en la forma negativa de la forma masu que en el dialecto de Tokio es -Masen pero en este dialecto es -Mahen,en zonas rurales los sonidos de la /z,d,r/ se confunden. El Dialecto kansai es muy usado en la comedia japonesa. Entre este dialecto se encuentran:
  - Osaka-ben: Este dialecto se confunde con el Kansai-ben y viceversa. Destaca el uso de la partícula で (de) al final de la oración en lugar de la partícula よ(Yo) la cual es usada para indicar énfasis, y de la palabra あかん (akan) en vez de だめ (dame) o いけない (ikenai) en el estándar que es el verbo modal tener que....
  - Kioto-ben: Variante melódica del Kansai-ben. Usa las terminaciones -taharu, -teharu, -yasu y -dosu en los verbos. Por ejemplo, “bienvenido” en Kyoto-ben es oideyasu (おいでやす) en vez de irasshaimase (いらっしゃいませ) en el japonés estándar.
  - Kōbe-ben: Se distingue de la conjugación del presente progresivo con -ton o -tō; por ejemplo, “¿Qué estás haciendo?” en japonés estándar es Nani shite iru?, en Kobe-ben es Nani shiton? o Nani shitōn?.

- Chūgoku-ben: Los más conocidos son Hiroshima-ben y Yamaguchi-ben, plagado de diptongos y yōon, y el uso frecuente de la “ch”.

- Unpaku-ben: Abarca las antiguas provincias de Izumo y Hoki. Consiste en dos dialectos rurales, siendo el más conocido en Izumo-ben. En este dialecto ダンダン (Dan dan) se usa en lugar de どうも (Doumo) que significa 'gracias', increíble se dice がいな (Gaina) y 'quién' se dice だあ (Daa).

- Shikoku-ben: Grupo de dialectos hablados en esta isla. El más conocido es el Dialecto Iyo, en donde se usa la partícula が (ga) como partícula interrogativa; Además:

- - おる(oru) reemplaza a いる(iru)
  - ～とる(toru) reemplaza a  ～ている(teiru)
  - Si わい(wai) es puesta al final de una oración, esta palabra dará énfasis

### Kyushu
- Hōnichi-ben: Hablado en las antiguas provincias de Buzen, Bungo y Hyuga. El más conocido es el Miyazaki-ben, cuya entonación es muy diferente del estándar.
- Hichiku-ben: Hablado en las antiguas provincias de Hizen, Higo, Chikuzen y Chikugo. Los más conocidos son el Hakata-ben (hablado en Fukuoka, Saga-ben y Tsushima-ben, ininteligible con el estándar ha tenido préstamos del idioma coreano.

En este dialecto:
- La partícula よ(yo) se reemplaza con ばい(bai).
- La partícula を(o) se reemplaza con  ば (ba)

- Satsugū-ben: Hablados en las antiguas provincias de Satsuma y Osumi. El Satsuma-ben es considerado el más ininteligible de los dialectos japoneses, debido a un vocabulario y modo de conjugación diferente al estándar. La cópula だ(Da) se reemplaza por じゃ(Ja), esta usa los adjetivos ka, el uso de partículas en este es diferente, por ejemplo:

- が(Ga) es usado en lugar de の(No) para indicar pertenencia
- と(To) es usado en lugar de よ(Yo) para indicar énfasis

## Japonés hablado en las islas Ryukyu
Llamado por los locales ウチナーヤマトゥグチ (uchinaa  yamatuguchi) que significa: Japonés de Okinawa y pesar de que las lenguas ryukyuenses (habladas en la prefectura de Okinawa y las islas del sur de la prefectura de Kagoshima) son consideradas un idioma independiente y no un dialecto del japonés, constituyen una rama de las lenguas japónicas. Ambas lenguas son consideradas totalmente ininteligibles, aunque se ha desarrollado un dialecto llamado japonés okinawense, que es más cercano al japonés estándar, pero influenciada con las lenguas ryukyuenses. Por ejemplo, para saludar en japonés se dice kon'nichiwa, pero en okinawense se dice haisai.

## Cladograma de los dialectos del Japonés
|  | Dialecto Kagoshima |
|  |                    |
|  | Dialecto Hichiku   |
|  |                    |
|  | Dialecto Hōnichi   |
|  |                    |

|  | Dialecto Chūgoku         |
|  |                          |
|  | Dialecto Unpaku o Umpaku |
|  |                          |
|  | Dialecto de Shikoku      |
|  |                          |
|  | Dialecto Kansai          |
|  |                          |
|  | Dialecto de Hokuriku     |
|  |                          |

|  | Dialecto de Kantō |
|  |                   |
|  | Dialecto hokkaidō |
|  |                   |

|  | Dialecto de Tōhoku |
|  |                    |

|  | Dialecto de Kantō |
|  |                   |
|  | Dialecto hokkaidō |
|  |                   |

|  | Dialecto de Tōhoku |
|  |                    |

|  | Dialecto Kagoshima |
|  |                    |
|  | Dialecto Hichiku   |
|  |                    |
|  | Dialecto Hōnichi   |
|  |                    |

|  | Dialecto Chūgoku         |
|  |                          |
|  | Dialecto Unpaku o Umpaku |
|  |                          |
|  | Dialecto de Shikoku      |
|  |                          |
|  | Dialecto Kansai          |
|  |                          |
|  | Dialecto de Hokuriku     |
|  |                          |

|  | Dialecto de Kantō |
|  |                   |
|  | Dialecto hokkaidō |
|  |                   |

|  | Dialecto de Tōhoku |
|  |                    |

|  | Dialecto de Kantō |
|  |                   |
|  | Dialecto hokkaidō |
|  |                   |

|  | Dialecto de Tōhoku |
|  |                    |

|  | Dialecto Kagoshima |
|  |                    |
|  | Dialecto Hichiku   |
|  |                    |
|  | Dialecto Hōnichi   |
|  |                    |

|  | Dialecto Chūgoku         |
|  |                          |
|  | Dialecto Unpaku o Umpaku |
|  |                          |
|  | Dialecto de Shikoku      |
|  |                          |
|  | Dialecto Kansai          |
|  |                          |
|  | Dialecto de Hokuriku     |
|  |                          |

|  | Dialecto de Kantō |
|  |                   |
|  | Dialecto hokkaidō |
|  |                   |

|  | Dialecto de Tōhoku |
|  |                    |

|  | Dialecto de Kantō |
|  |                   |
|  | Dialecto hokkaidō |
|  |                   |

|  | Dialecto de Tōhoku |
|  |                    |

|  | Dialecto Kagoshima |
|  |                    |
|  | Dialecto Hichiku   |
|  |                    |
|  | Dialecto Hōnichi   |
|  |                    |

|  | Dialecto Chūgoku         |
|  |                          |
|  | Dialecto Unpaku o Umpaku |
|  |                          |
|  | Dialecto de Shikoku      |
|  |                          |
|  | Dialecto Kansai          |
|  |                          |
|  | Dialecto de Hokuriku     |
|  |                          |

|  | Dialecto de Kantō |
|  |                   |
|  | Dialecto hokkaidō |
|  |                   |

|  | Dialecto de Tōhoku |
|  |                    |

|  | Dialecto de Kantō |
|  |                   |
|  | Dialecto hokkaidō |
|  |                   |

|  | Dialecto de Tōhoku |
|  |                    |